# 热带风暴泰米
热带风暴泰米（英語：Tropical Storm Tammy）是2005年10月上旬一个持续时间较为短暂热带气旋，也是2005年大西洋飓风季第19场获得命名的风暴。气旋只对美国东南部构成轻微影响，但其残留之后同冷锋合并而产生大量降水，促使美国东北部爆发严重洪灾。
气旋于10月5日在佛罗里达州近海由不具备热带特征的天气系统发展而成，起初在距海岸线不远处向北移动一段时间，再于当天晚上登陆。风暴在陆地上空迅速减弱，到次日便已消散。泰米的残余环流朝墨西哥湾方向南下，其水分在此期间被向东北方向移动的冷锋吸收。泰米没有直接导致人员丧生，但风暴残留同第二十二号热带低气压共同影响，间接致使10人遇难。整场风暴共计造成的经济损失约为3000万美元。

## 气象历史
2005年9月24日，一股东风波离开非洲西海岸，在经过大西洋期间没有得到任何发展。10月2日，东北波在小安的列斯群岛以北接触上层低压槽并开始发展。10月5日清晨经过巴哈马时，系统已有强化，发展出苍劲蓬勃的热带扰动。系统内的风速已经达到热带风暴强度，美国国家飓风中心因此立即将之归类为热带风暴并以“泰米”（Tammy）命名。虽已成为热带风暴，但气旋组织结构仍然相当混乱，只有环流中心东南方向有深层对流持续。附近船只测得的风速最高也只有每小时55公里，气象机构因此预计泰米内部的热带风暴强度风力局限在对流下方。风暴快速向西北方向移动，路线两侧的一边是墨西哥湾上空的中到上层低气压，另一边则是西大西洋上空的高压脊，还受到两个天气系统之间的南向气流影响。当天下午，飞入风暴的飓风猎人侦察机测得飞行高度层风速为每小时98公里，相当于每小时85公里的地面风速。此外，侦察机还测得时速95至100公里的小范围风场。协调世界时当晚23点，泰米以风力时速85公里强度从佛罗里达州大西洋海滩附近登陆。气旋接下来进入乔治亚州上空，再从欧扎克山区附近进入阿拉巴马州东南部，其环流于10月6日在该州境内消散。
残留低气压向南面的墨西哥湾飘移，并逐渐被已吸收第二十二号亚热带低气压的一股冷锋吸收。冷锋向东北方向移动，在之后几天里对美国东北部大范围地区构成影响。

## 防灾措施

2005年10月5日18点34分热带风暴泰米的雷达图像

10月5日热带风暴泰米的形成出乎许多气象学家预料，他们起初都认为其热带扰动前身不会发展，以至风暴实际登陆前12小时才开始发布警报。不过警报时间虽短，许多游客和商务旅客还是在风暴即将登陆时退订航班。风暴发展同时，佛罗里达州可可比奇到南卡罗莱纳州桑蒂河（Santee River）之间沿海地区很快接获热带风暴警告。
美国国土安全部下属的第7区海岸警卫队向海员发布公告，警告他们做好应对风暴的准备，并且非必要情况下不要出海。国家公园管理局将乔治亚州坎伯兰岛（Cumberland Island）的居民疏散，并暂时关闭岛上的轮渡服务。格林县应急行动署密切监控泰米的动向，为气旋登陆做准备，但由于警告发布不及时，当地防灾准备工作受到不良影响。该州各地居民都对没有充分时间做准备感到不满。泰米于12小时后登岸时，热带风暴警告生效范围向北扩展至乔治亚州阿特马哈湾（Altamaha Sound），10月6日，之前发布的所有警告均已取消。

## 影响

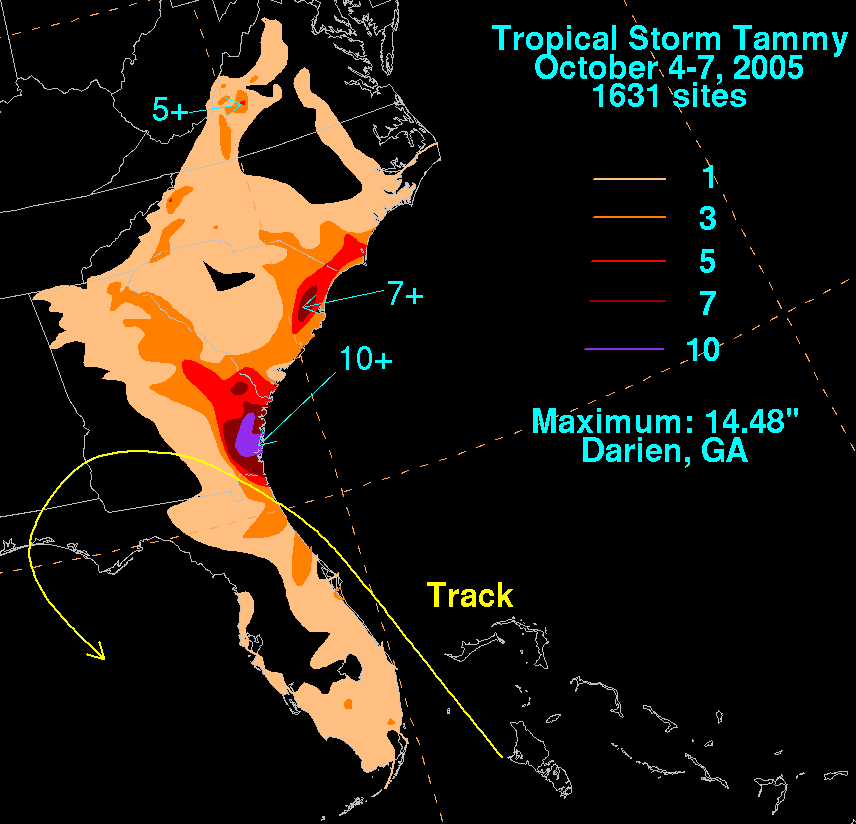
泰米产生的降水分布

热带风暴泰米造成的破坏程度很轻，产生的最大持续风速为每小时80公里，测得的最强阵风时速则为97公里。大风没有造成显著破坏，但有1万6500 户电力客户的供电受到干扰，泰塞尔学院的帆船比赛也被迫延迟。风暴产生的闪电击中布劳沃德县椰子溪一场足球赛上的3名少年，导致1死2伤。
佛罗里达州北部和乔治亚州南部大部分地区的降雨量为76到127毫米，部分地区达到250毫米。乔治亚州格林县县城不伦瑞克（Brunswick）有30余幢房屋因洪灾受损。多条泥土砌成的道路和沿海公路被洪水冲毁，向北远至马里兰州的巴尔的摩县都有下水道溢出。两口小型池塘的水坝坍塌，其中1个木质水坝已有173年历史，不过老坝决堤前，当地已经修建新的石质水坝。泰米产生的降水总体对南卡罗莱纳州有利，缓解了当地的旱情，当地整个9月都没有降雨。
泰米产生的风暴潮约有0.61至1.22米高，造成海水在佛罗里达州东北部、乔治亚州和南卡罗莱纳州沿海地区泛滥。风暴潮令沿海木板桥受损，海浪还导致0.6米深的海滩受到侵蚀。除引发洪灾外，气旋还催生出1场龙卷风。这场藤田级数为的龙卷风在不伦瑞克附近着陆，刮断多棵树木的同时，还令3.2公里移动路线上的多座房屋屋顶受到中等程度破坏。估计整场风暴一共造成价值3000万美元左右的损失，气旋外围雨带还产生暴雨，部分地区最高降雨量达180毫米，造成严重的海滩侵蚀。沿海地区的阵风时速最高有95公里，刮倒了许多树木。情况最严重的是博福特县，有30棵树倒塌，其中1棵还倒在民房上。恶劣的海况还令多幢位于海滩上的房屋受损，其中1幢被淹。

## 善后、命名和纪录
风暴过去后，乔治亚州不伦瑞克的红十字会避难所开放两天，为房屋被淹的居民提供临时住宿。气旋的残留低气压被向北移动的更大规模温带低气压吸收，在美国东北部产生大量降水并引发严重洪灾，导致10人遇难和严重破坏。受这些洪灾影响，联邦紧急事务管理局提供了4400万美元修复资金。
2005年，南、北卡罗莱纳州的捕虾从业人士面临包括油价上涨在内的多种困境，他们认为热带风暴泰米便是这一困境的罪魁祸首之一。不断上涨的燃油价格和需求萎缩本已令捕虾业举步维艰，泰米的到来又令捕捞工作被迫中断数日，对局势雪上加霜。
热带风暴泰米于10月5日成形，创下单个大西洋飓风季中形成日期最早的第20场风暴纪录，比1933年大西洋飓风季创下的原纪录要早21天。